# 12-Stunden-Rennen von Sebring 1958

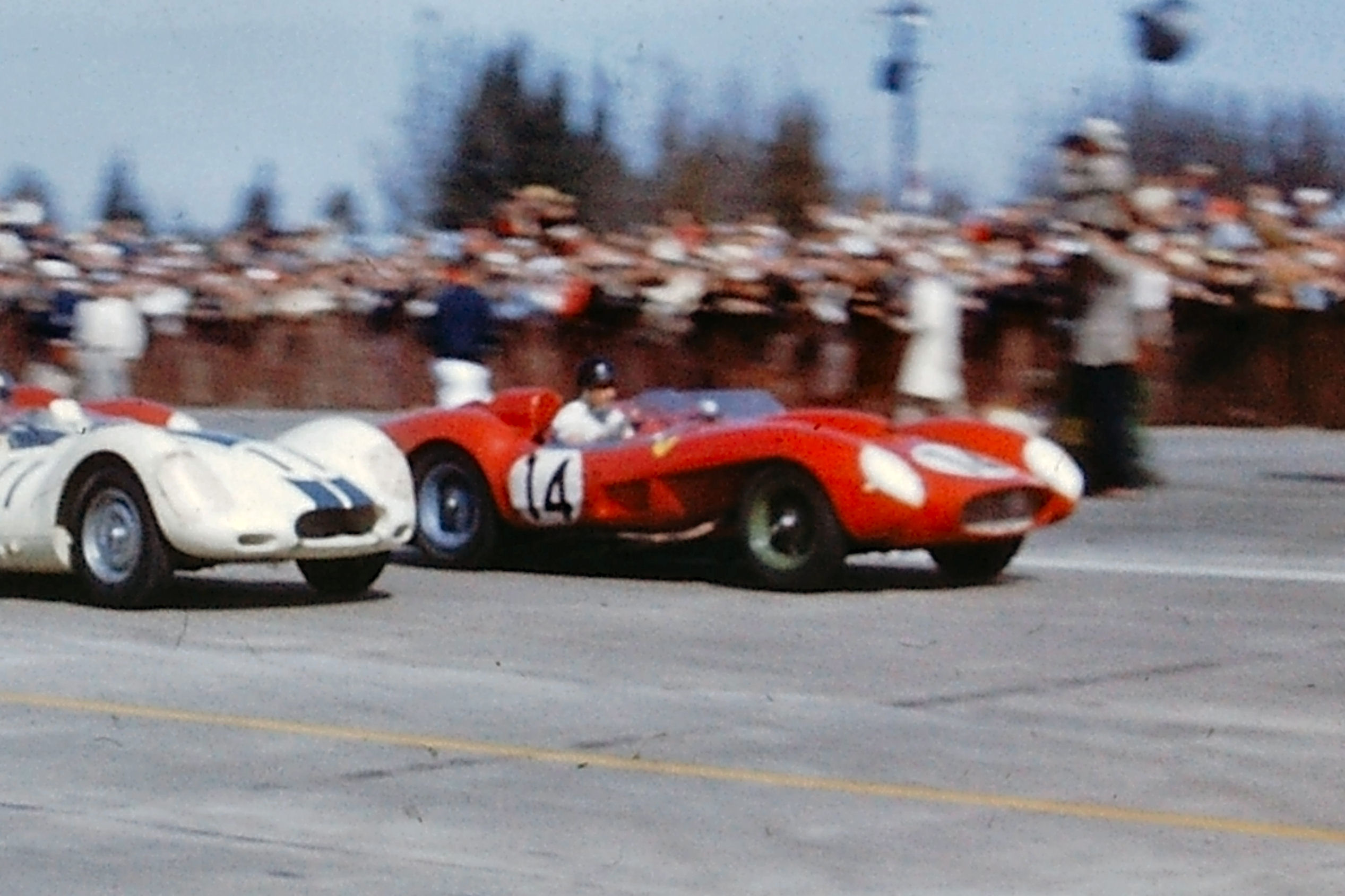
Phil Hill im siegreichen Ferrari 250TR/58 (Startnummer 14)

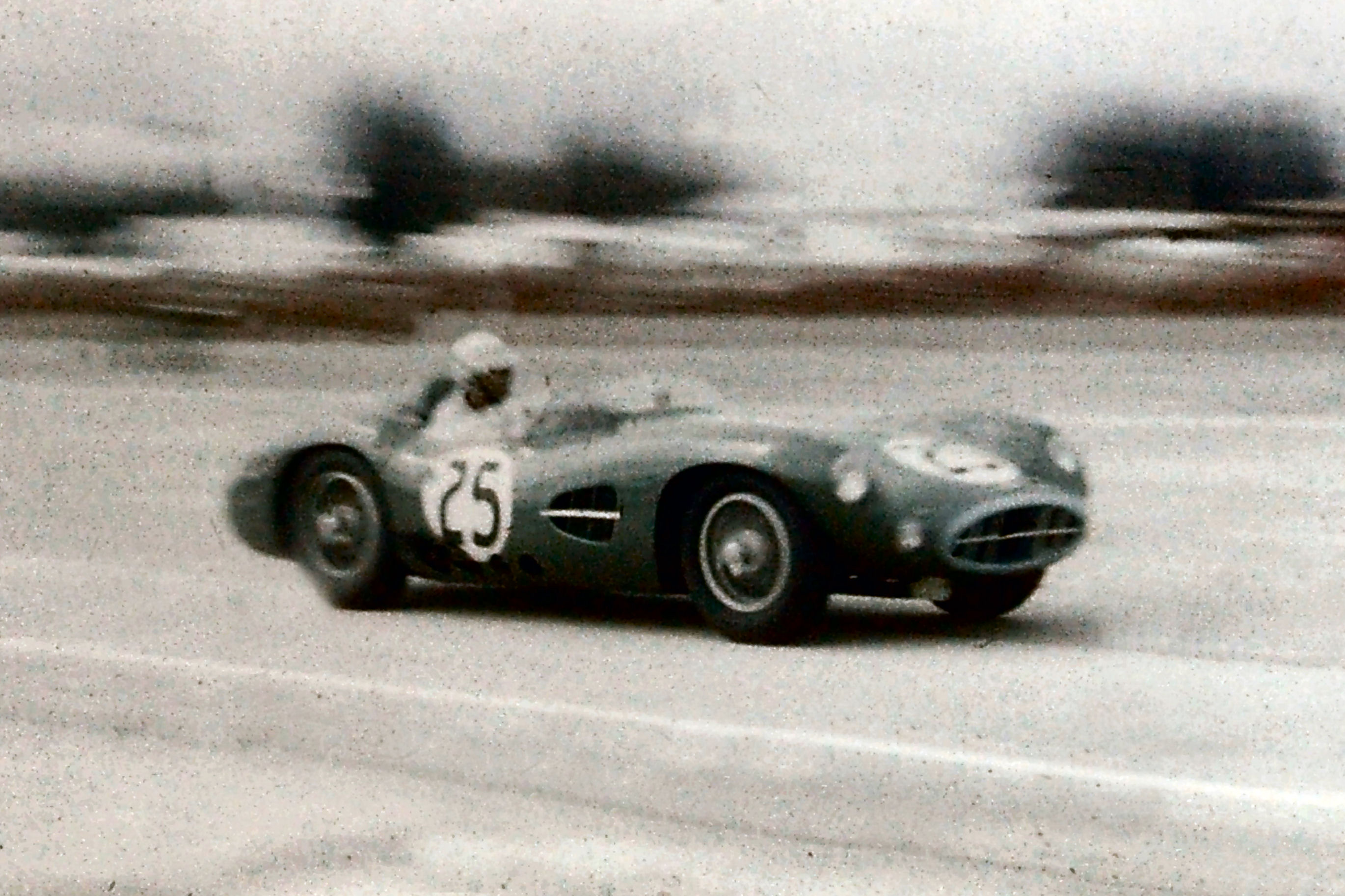
Carroll Shelby im Aston Martin DBR1/300, der früh im Rennen ausfiel

Das siebte  12-Stunden-Rennen von Sebring auch 12-Hour Florida International Grand Prix of Endurance for the Amoco Trophy, Sebring, Florida, fand am 22. März 1958 auf dem Sebring International Raceway statt und war der zweite Wertungslauf der Sportwagen-Weltmeisterschaft dieses Jahres.

## Das Rennen
Das 12-Stunden-Rennen von Sebring war 1958 das zweite Saisonrennen der Sportwagen-Weltmeisterschaft. Der erste Wertungslauf, das 1000-km-Rennen von Buenos Aires, endete ebenso mit einem Sieg der Ferrari-Werkspiloten Peter Collins und Phil Hill wie das letzte Rennen der Saison 1957, das 1000-km-Rennen von Caracas.
Nach dem werksseitigen Rückzug von Maserati sowohl im Monoposto- wie auch im Sportwagensport war der Scuderia Ferrari mit Aston Martin und Jaguar neue Konkurrenz erwachsen. Das von John Wyer geführte Aston-Martin-Team brachte drei Werkswagen nach Sebring; zwei DBR1 und einen DB2. Gefahren wurden die Wagen von Stirling Moss, Tony Brooks, Carroll Shelby, Roy Salvadori, George Constantine und John Dalton. Ferrari meldete drei Testa Rossa, während die Jaguar von Privatteams gemeldet wurden.
Wertungen gab es in zehn Rennklassen; beginnend mit Sportwagen mit 3 Liter Hubraum bis zu Tourenwagen bis 0,75 Liter. Die kleinste Klasse wurde von einem Fiat-Abarth 750 gewonnen, der sich im Besitz des Schweizers Toulo de Graffenried befand. Schon nach sechs Runden war das Rennen für die beiden Lister-Jaguar zu Ende. Archie Scott-Brown kollidierte in der dritten Runde mit dem Ferrari von Olivier Gendebien und Ed Crawford, hatte wenig später einen Riss im Motorblock und musste ebenfalls aufgeben.
70 Runden lang führte überlegen der Aston Martin von Stirling Moss und Tony Brooks. Die beiden Briten hatten bis auf fünf Fahrzeuge das gesamte Feld überrundet. Nach 90 Runden mussten sie nach einem Bruch der Radachse aufgeben.
Am Ende siegten Peter Collins und Phil Hill zum dritten Mal in Folge bei einem Rennen der Sportwagen-Weltmeisterschaft.

## Ergebnisse

### Schlussklassement
| 1               | S 3.0  | 14  | Scuderia Ferrari              | Phil Hill Peter Collins                                      | Ferrari 250TR/58                 | 200 |
| 2               | S 3.0  | 16  | Scuderia Ferrari              | Luigi Musso Olivier Gendebien                                | Ferrari 250TR/58                 | 199 |
| 3               | S 2.0  | 41  | Porsche K.G.                  | Harry Schell Wolfgang Seidel                                 | Porsche 718 RSK                  | 193 |
| 4               | S 1.1  | 56  | Team Lotus                    | Sam Weiss Dave Tallaksen                                     | Lotus Eleven                     | 179 |
| 5               | GT 3.5 | 22  | North American Racing Team    | Paul O’Shea Bruce Kessler David Cunningham                   | Ferrari 250 GT LWB               | 179 |
| 6               | S 1.1  | 55  | Team Lotus                    | Colin Chapman Cliff Allison                                  | Lotus Eleven                     | 179 |
| 7               | GT 3.5 | 21  | North American Racing Team    | George Arents George Reed Don O’Dell                         | Ferrari 250 GT LWB               | 179 |
| 8               | S 750  | 60  | Automobili Osca               | Alejandro de Tomaso Isabelle Haskell Robert Ferguson         | Osca S750                        | 175 |
| 9               | S 1.1  | 54  | Team Lotus                    | Jay Chamberlain Bill Frost                                   | Lotus Eleven                     | 175 |
| 10              | GT 1.6 | 43  | Porsche K.G.                  | Fritz Huschke von Hanstein Herbert Linge John Cuevas         | Porsche 356A Carrera             | 174 |
| 11              | S 2.0  | 30  | Porfirio Rubirosa             | Porfirio Rubirosa Jean-François Malle William Helburn        | Ferrari 500TRC                   | 172 |
| 12              | GT 5.0 | 1   | Richard Doane                 | Jim Rathmann Dick Doane                                      | Chevrolet Corvette               | 170 |
| 13              | S 1.5  | 47  | Osca Automobili               | Hal Stenton Otto Linton Harry Beck                           | Osca MT4 1500                    | 170 |
| 14              | GT 3.5 | 27  | Hambro Automotive Corporation | Gilbert Geitner Phil Stiles Harold Kunz                      | Austin-Healey 100MM              | 169 |
| 15              | S 2.0  | 72  | A.C. Cars Ltd                 | Luke Stear Mike Norris Bob Harris                            | AC Ace                           | 168 |
| 16              | S 2.0  | 39  | A.C. Cars Ltd                 | Fred Fuller Art Tweedale Tony Briggs                         | AC Ace                           | 168 |
| 17              | GT 3.5 | 28  | Hambro Automotive Corporation | William Kinchloe Fred Moore                                  | AC Ace                           | 166 |
| 18              | GT 1.3 | 50  | Fred Van Beuren               | Fred Van Beuren Javier Velasquez                             | Alfa Romeo Giulietta SV          | 164 |
| 19              | GT 2.0 | 37  | A.C. Cars Ltd                 | Richard Milo George McClure Duncan Forlong                   | AC Ace                           | 163 |
| 20              | GT 2.0 | 34  | Standard Motor Company        | Mike Rothschild William Kimberly Bill Lott                   | Triumph TR3                      | 160 |
| 21              | S 1.1  | 53  | Behm Motors                   | Carl Haas Alan Ross Chuck Dietrich                           | Stanguellini Bialbero Sport 1100 | 160 |
| 22              | S 2.0  | 38  | A.C. Cars Ltd                 | Bill Love Roy Jackson-Moore George Crowder                   | AC Ace                           | 159 |
| 23              | GT 3.5 | 29  | Hambro Automotive Corporation | Gus Ehrman Ray Cuomo                                         | Austin-Healey 100MM              | 159 |
| 24              | GT 1.3 | 52  | Jake Kaplan                   | Charlie Rainville Jake Kaplan                                | Alfa Romeo Giulietta SV          | 157 |
| 25              | S 1.5  | 46  | Marshall Motors               | Charles Wallace Bob Holbert Skip Hudson                      | Porsche 550 RS                   | 153 |
| 26              | GT 2.0 | 35  | Standard Motor Company        | Jim Roberts Louis Heuss                                      | Triumph TR3                      | 153 |
| 27              | S 2.0  | 27  | Scuderia Cuba                 | Manolo Perez de la Mesa Santiago Gonzalez Alfonso Gómez-Mena | Ferrari 500TRC                   | 151 |
| 28              | S 1.1  | 78  | Ripley Motor Company          | William Milliken Millard Ripley Cameron Argetsinger          | Elva Mk.II                       | 151 |
| 29              | S 750  | 61  | Richard Toland                | Howard Brown Richard Toland                                  | DB HBR                           | 151 |
| 30              | S 750  | 63  | Baron de Graffenried          | Jack Brumby Frank Aldhous Ray Martinez                       | Fiat-Abarth 750                  | 150 |
| 31              | GT 750 | 64  | Baron de Graffenried          | Chuck Kessinger Willie West Alfonso Thiele                   | Fiat-Abarth 750                  | 148 |
| 32              | GT 750 | 80  | Harry Fry                     | Harry Fry Lou Rappaport                                      | Fiat-Abarth 750                  | 145 |
| 33              | GT 5.0 | 2   | Dick Thompson                 | John Kilbourn Fred Windridge Dick Thompson                   | Chevrolet Corvette               | 144 |
| 34              | S 750  | 62  | Howard Hanna                  | Howard Hanna Howard Brown                                    | DB HBR                           | 143 |
| 35              | GT 2.0 | 40  | S. H. Arnolt                  | Max Goldman Ralph Durbin S. H. Arnolt                        | Arnolt Bolide                    | 141 |
| 36              | GT 2.0 | 33  | Standard Motor Company        | Bob Oker Harold Hurtley                                      | Triumph TR3                      | 131 |
| 37              | GT 1.3 | 51  | Louis Comito                  | Louis Comito Alan Markelson Bob Pfaff                        | Alfa Romeo Giulietta SV          | 126 |
| 38              | S 1.5  | 49  | Charles Moran                 | Charles Moran Paul Ceresole                                  | Lotus Eleven Le Mans             | 110 |
| 39              | S 1.5  | 74  | Norman Scott                  | Norman Scott Frank Bott                                      | Porsche 550 RS                   | 109 |
| 40              | GT 2.0 | 36  | Dick Kennedy                  | Dick Kennedy Tom Payne Charles Sherman                       | Morgan Plus 4                    | 76  |
| 41              | S 1.1  | 358 | Elva Engineering Co.          | William Bradley John Bentley                                 | Elva MK.III                      | 71  |
| Ausgefallen     |        |     |                               |                                                              |                                  |     |
| 42              | S 3.0  | 17  | John von Neumann              | John von Neumann Richie Ginther                              | Ferrari 250TR                    | 168 |
| 43              | S 3.0  | 15  | Scuderia Ferrari              | Wolfgang Graf Berghe von Trips Mike Hawthorn                 | Ferrari 250TR/58                 | 159 |
| 44              | S 2.0  | 31  | Mike Garber                   | Gaston Audrey Bill Lloyd                                     | Ferrari 500TRC                   | 125 |
| 45              | S 750  | 65  | Alfred Momo                   | Denise McCluggage Ruth Levy                                  | Fiat-Abarth 750                  | 116 |
| 46              | S 1.1  | 57  | Elva Engineering Co.          | Frank Baptista Burdette Martin Bill Warren                   | Elva Mk.II                       | 114 |
| 47              | S 1.5  | 44  | Art Bunker                    | Art Bunker Carel Godin de Beaufort                           | Porsche 550 RS                   | 106 |
| 48              | S 2.0  | 42  | Porsche K. G.                 | Jean Behra Edgar Barth                                       | Porsche 718 RSK                  | 105 |
| 49              | S 3.0  | 7   | A. V. Dayton                  | Dale Duncan Joakim Bonnier                                   | Maserati 300S                    | 90  |
| 50              | S 3.0  | 24  | David Brown                   | Stirling Moss Tony Brooks                                    | Aston Martin DBR1/300            | 90  |
| 51              | S 3.0  | 19  | Harry Kuller                  | John Fitch Ed Hugus                                          | Ferrari 250TR                    | 85  |
| 52              | S 2.0  | 79  | Alfonso Gómez-Mena            | Jan de Vroom Alfonso Gómez-Mena                              | Ferrari 500TRC                   | 69  |
| 53              | S 1.1  | 77  | Avant Corp.                   | Charles Kurtz Joachim Kammer Dean Patterson                  | Elva MK.II                       | 65  |
| 54              | S 3.0  | 25  | David Brown                   | Carroll Shelby Roy Salvadori                                 | Aston Martin DBR1/300            | 62  |
| 55              | S 1.5  | 45  | Jean-Pierre Kunstle           | Ken Miles Jean-Pierre Kunstle                                | Porsche 550 RS                   | 59  |
| 56              | S 3.0  | 23  | Chester Flynn                 | E. D. Martin Chester Flynn                                   | Ferrari 250TR                    | 58  |
| 57              | S 3.0  | 9   | Ecurie Ecosse                 | Ron Flockhart Masten Gregory                                 | Jaguar D-Type                    | 55  |
| 58              | S 2.0  | 81  | Scuderia Central America      | Bob Said Miguel Rivera                                       | Ferrari 500TRC                   | 43  |
| 59              | GT 5.0 | 3   | Jim Jeffords                  | Jim Jeffords Augie Pabst                                     | Chevrolet Corvette SR-2          | 27  |
| 60              | S 3.0  | 8   | Ecurie Ecosse                 | Ninian Sanderson Ivor Bueb                                   | Jaguar D-Type                    | 22  |
| 61              | S 3.0  | 12  | Alfred Momo                   | Briggs Cunningham Walt Hansgen                               | Jaguar D-Type                    | 16  |
| 62              | GT 3.5 | 26  | David Brown Ltd.              | George Constantine John Dalton                               | Aston Martin DB2/4 MK.III        | 15  |
| 63              | S 2.0  | 32  | Jim Kimberly                  | Jim Kimberly Pete Lovely                                     | Maserati 200SI                   | 14  |
| 64              | S 3.0  | 11  | Alfred Momo                   | Ed Crawford Pat O’Connor                                     | Lister                           | 6   |
| 65              | S 3.0  | 10  | Alfred Momo                   | Archie Scott-Brown Walt Hansgen                              | Lister                           | 3   |
| Nicht gestartet |        |     |                               |                                                              |                                  |     |
| 66              | S 1.5  | 48  | M. R. J. Wyllie               | M. R. J. Wyllie Chuck Dietrich Margaret Wyllie               | Elva Mk.II                       | 1   |
| 67              | GT 5.0 | 70  | Rees Makins                   | Rees Makins James Butcher George Koehne                      | Chevrolet Corvette               | 2   |
| 68              | GT 2.0 | 73  | AC Cars Ltd.                  | Lloyd Casner William Jordan W. R. Campbell                   | AC Ace                           | 3   |
| 69              | S 1.5  | 75  | Alfred Momo                   | Lake Underwood Briggs Cunningham Russ Boss                   | Porsche 550 RS                   | 4   |
| 70              | S 2.0  | 82  | Alfonso Gomez-Mena            | Modesto Bolanos Manolo Perez de la Mesa                      | Ferrari 500TRC                   | 5   |

1 Unfall im Training
2 Reserve
3 Reserve
4 Reserve
5 Reserve

### Nur in der Meldeliste
Hier finden sich Teams, Fahrer und Fahrzeuge, die ursprünglich für das Rennen gemeldet waren, aber aus den unterschiedlichsten Gründen daran nicht teilnahmen.
| Pos. | Klasse | Nr. | Team                     | Fahrer                              | Chassis              |
| ---- | ------ | --- | ------------------------ | ----------------------------------- | -------------------- |
| 71   | S 3.0  |     | Jack Ensley              | Jack Ensley                         | Jaguar D-Type        |
| 72   | S 1.1  |     | Scalvi Inc.              | Fred Scalvi                         | Cooper T39           |
| 73   | GT 3.5 |     | Harry Kullen             |                                     | Ferrari 250 GT LWB   |
| 74   | S 3.0  |     | James Johnston           | James Johnston Ed Lunken            | Ferrari 250TR/58     |
| 75   | S 3.0  |     | Carroll Shelby           | J. E. Rose Lloyd Ruby Rod Stonedale | Maserati 300S        |
| 76   | GT 3.5 | 4   | Scuderia Central America | Manfredo Lippmann Guillermo Giron   | Mercedes-Benz 300 SL |
| 77   | GT 3.5 | 5   | Scuderia Central America | Samuel Alvarez Miguel Rivera        | Mercedes-Benz 300 SL |

### Klassensieger
| Klasse | Fahrer                     | Fahrer           | Fahrer           | Fahrzeug                | Platzierung im Gesamtklassement |
| ------ | -------------------------- | ---------------- | ---------------- | ----------------------- | ------------------------------- |
| S 3.0  | Peter Collins              | Phil Hill        |                  | Ferrari 250TR/58        | Gesamtsieg                      |
| S 2.0  | Harry Schell               | Wolfgang Seidel  |                  | Porsche 718 RSK         | Rang 3                          |
| S 1.5  | Hal Stetson                | Otto Linton      | Harry Beck       | Osca MT4 1500           | Rang 13                         |
| S 1.1  | Sam Weiß                   | Dave Tallaksen   |                  | Lotus Eleven            | Rang 4                          |
| S 750  | Alejandro de Tomaso        | Isabelle Haskell | Robert Ferguson  | Osca S750               | Rang 8                          |
| GT 5.0 | Jim Rathman                | Dick Doane       |                  | Chevrolet Corvette      | Rang 12                         |
| GT 3.5 | Paul O’Shea                | Bruce Kessler    | David Cunningham | Ferrari 250 GT LWB      | Rang 5                          |
| GT 1.6 | Fritz Huschke von Haustein | Herbert Linge    | John Cuevas      | Porsche 356A Carrera    | Rang 10                         |
| GT 1.3 | Fred Van Beuren            | Javier Velasquez |                  | Alfa Romeo Giulietta SV | Rang 18                         |
| GT 750 | Chuck Kessinger            | Willie West      | Alfonso Thiele   | Fiat-Abarth 750         | Rang 31                         |

### Renndaten
- Gemeldet: 77
- Gestartet: 65
- Gewertet: 41
- Rennklassen: 10
- Zuschauer: 25000
- Wetter am Renntag: warm und trocken
- Streckenlänge: 8,369 km
- Fahrzeit des Siegerteams: 12:01:22,600 Stunden
- Gesamtrunden des Siegerteams: 200
- Gesamtdistanz des Siegerteams: 1673,718 km
- Siegerschnitt: 139,210 km/h
- Pole Position: unbekannt
- Schnellste Rennrunde: Stirling Moss – Aston Martin DBR1/300 (#24) – 3:20,000 = 150,635 km/h
- Rennserie: 2. Lauf zur Sportwagen-Weltmeisterschaft 1958